# Trebesing
Trebesing osztrák község Karintia Spittal an der Drau-i járásában. 2016 januárjában 1186 lakosa volt. 

## Elhelyezkedése

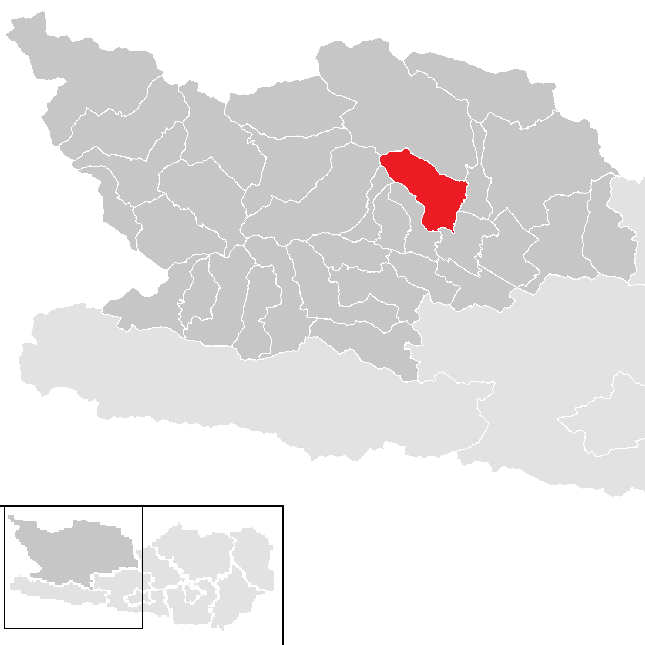
Trebesing a Spittali járásban

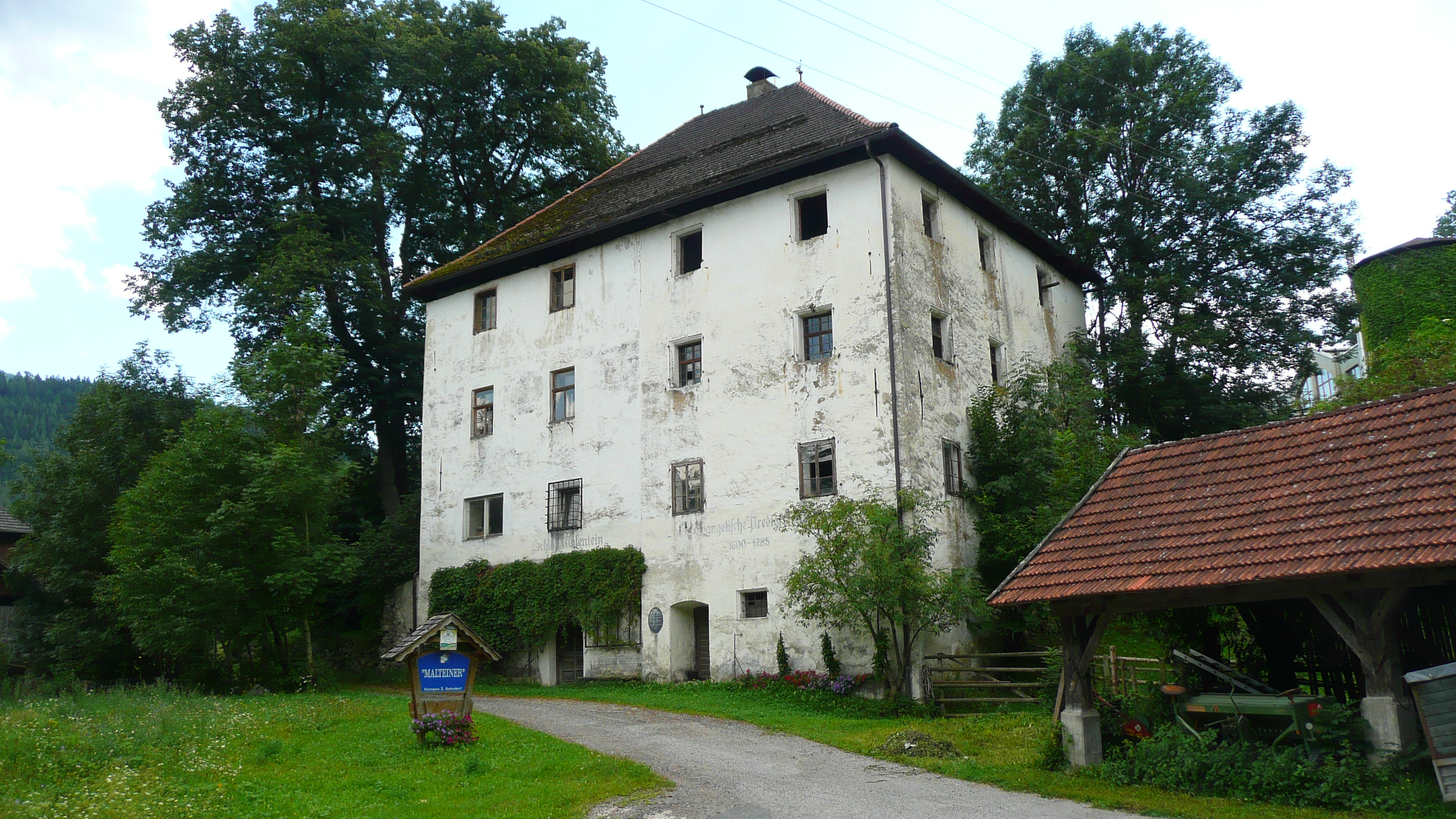
A Malenthein-kastély

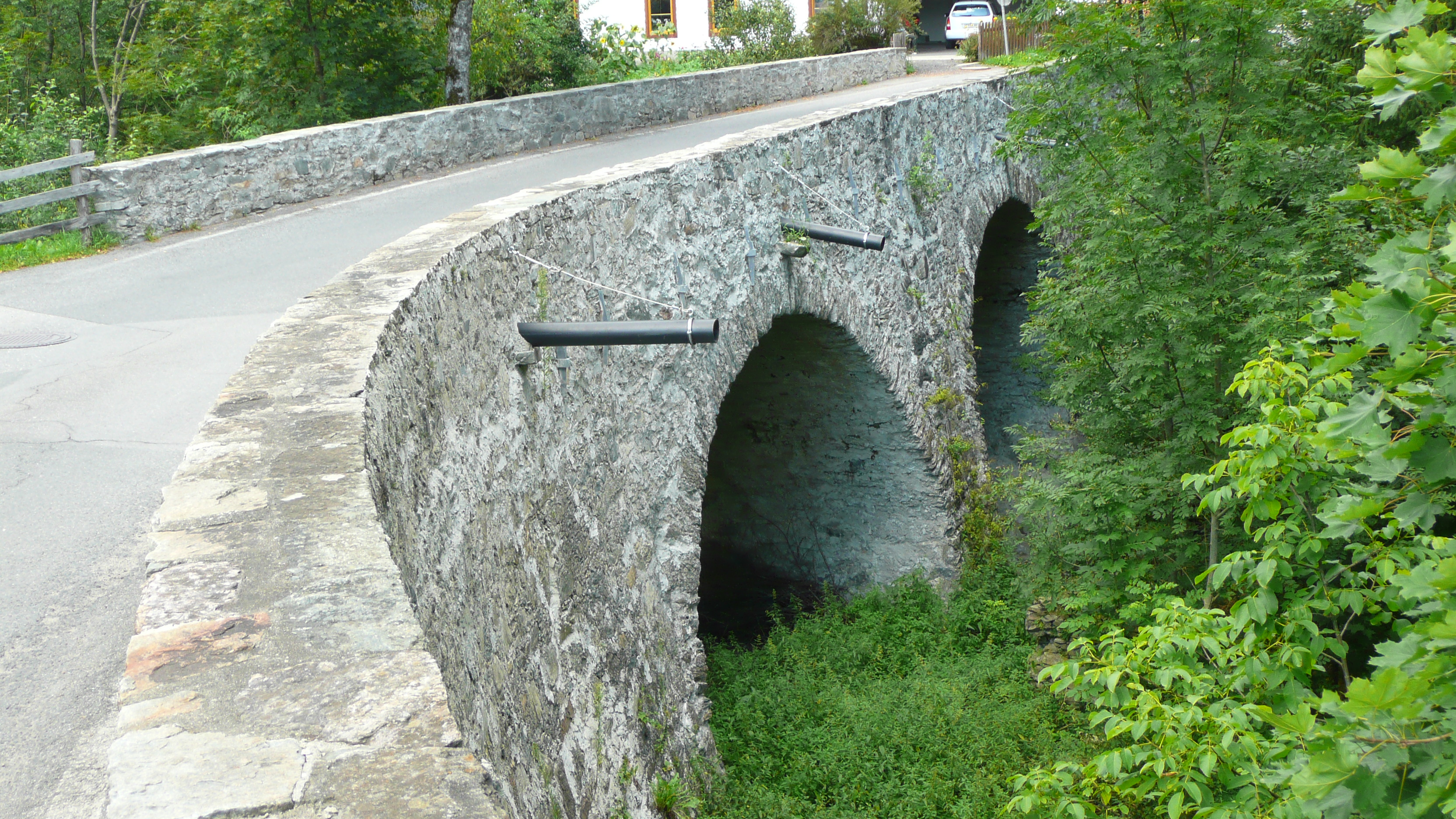
Eredetileg a rómaiak építette híd a Rachenbach felett

Trebesing Karintia középső részén fekszik, a Lieser (a Dráva mellékfolyója) völgyében; keleten a folyó, nyugaton a Magas-Tauernhez tartozó Reißeck-csoport hegyei határolják. Az önkormányzat 13 falut és egyéb települést fog össze: Aich (123 lakos), Altersberg (139), Großhattenberg (75), Hintereggen (11), Neuschitz (55), Oberallach (62), Pirk (27), Rachenbach (19), Radl (79), Trebesing (175), Trebesing-Bad (71), Zelsach (95), Zlatting (286).  	 	
A környező települések: északra Malta, keletre Gmünd in Kärnten, délkeletre Seeboden am Millstätter See, délnyugatra Lendorf és Mühldorf, nyugatra Reißeck. 

## Története
Trebesinget valószínűleg a von Lurn grófok alapították a 10. században, majd tőlük a salzburgi érsekhez került. Első írásos említése 1206-ból való Trebozingen formában. A 16. század közepén kezdődött el az arany, ezüst és vas bányászata. A 19. század elejétől a bányászható vasérc mennyisége fokozatosan csökkenni kezdett, 1930-ban pedig végleg felhagytak a kitermelésével. A helyi gazdaság helyette a 19. században a faiparra, majd a turisták kiszolgálására állt át.  
1830-ban megkezdődött a helyi gyógyforrás kiaknázása; emellett a községben három másik, magántulajdonban lévő ásványvízforrás is található. 1900 körül Johann Reinhard Bünker néprajzkutató - aki testvérénél, a trebesingi lelkésznél nyaralt - részletes leírást készített a trebesingi házakról, hegyi kunyhókról és a népi munkaeszközökről.  
1850-ben megalakult a községi önkormányzat, amelynek területe azóta alig változott. 

## Lakosság
A trebesingi önkormányzat területén 2016 januárjában 1186 fő élt, ami visszaesést jelent a 2001-es 1263 lakoshoz képest. Akkor a helybeliek 98,5%-a volt osztrák állampolgár. 62%-uk evangelikusnak, 32,1% római katolikusnak, 3,6% pedig felekezeten kívülinek vallotta magát. 

## Látnivalók
- a trebesingi Szt. Margit katolikus templomot már 1307-ben is említik. A 17. században már romos volt, 1829-ben pedig egy tűzvész tovább pusztította. 1959-ben helyreállították.
- az evangélikus templom 1842-ben épült.
- a négyemeletes Mallenthein-kastélyt a 16. században építtette vadászkastélynak a Mallenthein nemzetség (1604-ben tulajdonosa Georg von Mallenthein).
- egy 18. századi rézolvasztó kohó maradványai.
- a Trebesingből Gmünd felé, a Lieser mentén vezető valamikori római út három kőhídja.
- Altersberg katolikus temploma
- Altersberg evangélikus temploma

## Testvértelepülések
- Pussay, Franciaország

## Fordítás
- Ez a szócikk részben vagy egészben  a   Trebesing című német Wikipédia-szócikk ezen változatának fordításán alapul.  Az eredeti cikk szerkesztőit annak laptörténete sorolja fel. Ez a jelzés csupán a megfogalmazás eredetét és a szerzői jogokat jelzi, nem szolgál a cikkben szereplő információk forrásmegjelöléseként.